# Hypaedalea butleri
Hypaedalea butleri är en fjärilsart som beskrevs av Rothschild 1894. Hypaedalea butleri ingår i släktet Hypaedalea och familjen svärmare. Inga underarter finns listade i Catalogue of Life.